# 満蒙問題
満蒙問題（まんもうもんだい）とは、日露戦争後に生じた満洲及び内蒙古における日本の特殊権益擁護を巡る諸問題のこと。

## 概要
1904年（明治37年、光緖29年）から1905年にかけて起こった日露戦争は、ロシア（当時はロシア帝国）の南下政策にともなう日露の朝鮮半島に対する権益権行使の問題に端を発した。日露戦争に勝利した日本は、ポーツマス条約で長春以南の鉄道と付属の利権などを手にし、満蒙への足がかりをつくった。以後、日本はロシアとのあいだで4次にわたる日露協約を締結し、満洲・内蒙古の互いの勢力範囲を定めた。また、清も1905年の満洲善後条約や1909年の満洲協約でこれを認めた。しかし、1912年に成立した中華民国は、1920年代に入ると国権回復運動を推進し、日本と激しく対立することとなった。
1928年（昭和3年、民国17年）当時、日本における満蒙問題を軸とした対中国政策には、次の4つのスタンスがあった。
1. 田中義一（立憲政友会）内閣総理大臣らの「満蒙特殊地域論」…長城（万里の長城）以南の中国本土は国民政府（蔣介石政権）の統治を容認するが、長城外の満蒙については日本影響下の張作霖ら奉天軍閥の勢力を温存することによって特殊権益を保持しようとする立場。
2. 浜口雄幸ら野党の立憲民政党による協調外交…国民政府によって満蒙をふくめた全中国が統一されることを基本的に容認し、国民政府との友好関係を確立することによって中国との経済交流の拡大を実現しようという立場。
3. 関東軍の「満洲分離方針」…日本の実権掌握下における新政権の樹立を企図する立場。しかし、これは中華民国の主権が存続することを前提としたもので、鉄道問題や商租権問題など従前からの外交事案解決を主な動機としていた。
4. 陸軍内部派閥である木曜会（ついで一夕会）の「満蒙領有方針」…満蒙問題の解決のみならず、対ソビエト連邦戦争をはじめとする国家総力戦対応の要請から、満蒙の実質的領有をめざす立場。中国の主権はまったく否定される[注釈 1]。

1931年（昭和6年、民国20年）9月の柳条湖事件よりはじまる満洲事変は、一般に、1929年よりはじまった世界恐慌の甚大な影響を受けて日本が陥った1930年代初頭の経済的苦境（昭和恐慌）や農村の疲弊（農業恐慌）を打開するため、石原莞爾や板垣征四郎ら関東軍によって計画・実行されたものとの見方が多い。しかし、実際には世界恐慌に先だって、満洲事変につながる満蒙領有方針がすでに打ち出されていたのである。世界恐慌は満洲事変を計画した軍人たちにとっては、かねてからの方針を実行にうつす好機となった。
結局は、関東軍に赴任した一夕会会員の石原や板垣、会員ではないものの一夕会が支持していた林銑十郎朝鮮軍司令官らによって、上記のうちの4.が政府や陸軍中央を無視して独断で実行された(満洲事変)。第2次若槻内閣や陸軍中央は、満洲全域への事変の拡大には反対の立場であった。参謀本部は臨時参謀総長委任命令を発令し、関東軍と朝鮮軍の指揮権を奪うことで一時的に軍事行動を停滞させた。しかし、安達謙蔵内相の離反によって第2次若槻内閣が崩壊すると、次の犬養内閣の陸軍大臣には一夕会の働きかけにより、やはり彼らが支持していた荒木貞夫が就任した。荒木貞夫の影響により臨時参謀総長委任命令は取り消され、犬養内閣は関東軍の行動を追認することしかできず、1932年（昭和7年、民国21年）、満洲国が樹立された(ただし、犬養は満洲国の承認自体は最後まで拒否している)。

## 満蒙における日本の主な権益
さまざまな分類があるが、永雄策郎によれば以下の4種類に分類される。
- 関東州租借権
- 関東州以北の中立地帯に関する権利
- 満洲鉄道附属地行政権
- 満洲鉄道平行線敷設禁止権

また、信夫淳平によれば、1931年（昭和6年）の段階で、
甲）条約上の権利に属し、それが完全にもしくは大体完全に行われつつあると推定されるもの。
1. 関東州租借地行政権
2. 関東州以北の中立地帯に関する規約
3. 港湾および島嶼不割譲の約束
4. 南満洲鉄道の経営権
5. 満鉄幹線附属地の行政権
6. 同附属地の通信機関
7. 鉄道守備兵駐屯権
8. 吉長鉄道の受託経営権
9. 撫順煙室炭鉱採掘権
10. 鞍山及び本渓湖の鉄鉱採掘合弁権
11. 鴨緑江の森林截（せつ）伐権
12. 吉黒両省鉱林借款先議権
13. 満洲の治安保持に関する要求権
14. 満蒙における裁判上の立会権及び共同審判権
15. 満洲内地の居住往来及び営業権
16. 東部内蒙古の農事及び付随工業の合弁経営権
17. 日支電信協約による電信連絡

乙）条約上の根拠薄く又は全然なきも事実的に行われつつあるもの。
1. 安奉線附属地の維持及びこれに伴う行政、警察ならびに守備兵駐屯
2. 満蒙所在の領事官警察
3. 正金及び朝鮮銀行発行金券の流通（但し支那官憲の干渉で甚だしく妨礙（がい）を受けつつある所もあり）
4. 無線電信施設

丙）条約上の権利が事実的に空文化し又は空文化せんとしつつあるもの。
1. 営口、安東、及び奉天の日本居留地設定（鉄道附属地の市街経営により実際的には不必要となる）
2. 特定吏員の雇聘（しょう）（華府会議における帝国全権のこれを主張せずとの声明はこの権利を全然取り消した物とは解しえない）
3. 満鉄平行線の不敷設約束
4. 吉会線敷設の約束
5. 大正4年の日支条約にて認められたる鉱山採掘権の大部分
6. 南満洲の土地商租
7. 支那の警察法令および課税に対する干與（かんよ）
8. 東部内蒙古諸都市開放の約束
9. 在満（間島を含む）鮮人の不動産その他の保護

の諸権益が存在した。